# Civilforsvarsstyrelsen
Civilforsvarsstyrelsen var en dansk styrelse.
Oprindelsen til styrelsen var Statens civile Luftværn, som blev etableret 1. januar 1939 ved folketingsbeslutning 1938 og ledet af cand. jur. Arthur Dahl (1898-1971). I 1941 blev Civilbeskyttelsestjenestens Udrykningskolonner (CBU) oprettet under Statens civile Luftværn. Ved lov af 1. april 1949 blev luftværnet omdannet til styrelse med fokus på civilforsvar for at afbøde følgerne af eventuelle krigshandlinger under den kolde krig ("at opretholde de statslige Civilforsvarsforanstaltninger, herunder Civilforsvarskorpset og de offentlige beskyttelsesrum"). Dahl fortsatte som chef.
Med virkning fra 1. januar 1993 blev Statens Brandinspektion og Civilforsvarsstyrelsen sammenlagt til Beredskabsstyrelsen.